# Trogoblemma lilacina
Trogoblemma lilacina är en fjärilsart som beskrevs av Jones 1914. Trogoblemma lilacina ingår i släktet Trogoblemma och familjen nattflyn. Inga underarter finns listade i Catalogue of Life.